# Dorcadion syriense
Dorcadion syriense là một loài bọ cánh cứng trong họ Cerambycidae.